# ウタマ・パララン・スタジアム
ウタマ・パララン・スタジアム（英: Stadion Utama Palaran）は、インドネシアのサマリンダにある多目的スタジアムである。

## 概要
主にサッカーの試合に用いられる。インドネシア国内では、ジャカルタにあるゲロラ・ブン・カルノ・スタジアムに次ぐ二番目に大きいスタジアムである。
収容人数は60,000人。リーガ・インドネシアに所属するペルシサム・プトラ・サマリンダがホームスタジアムとして使用している。